# Premio Literario Amazon Storyteller

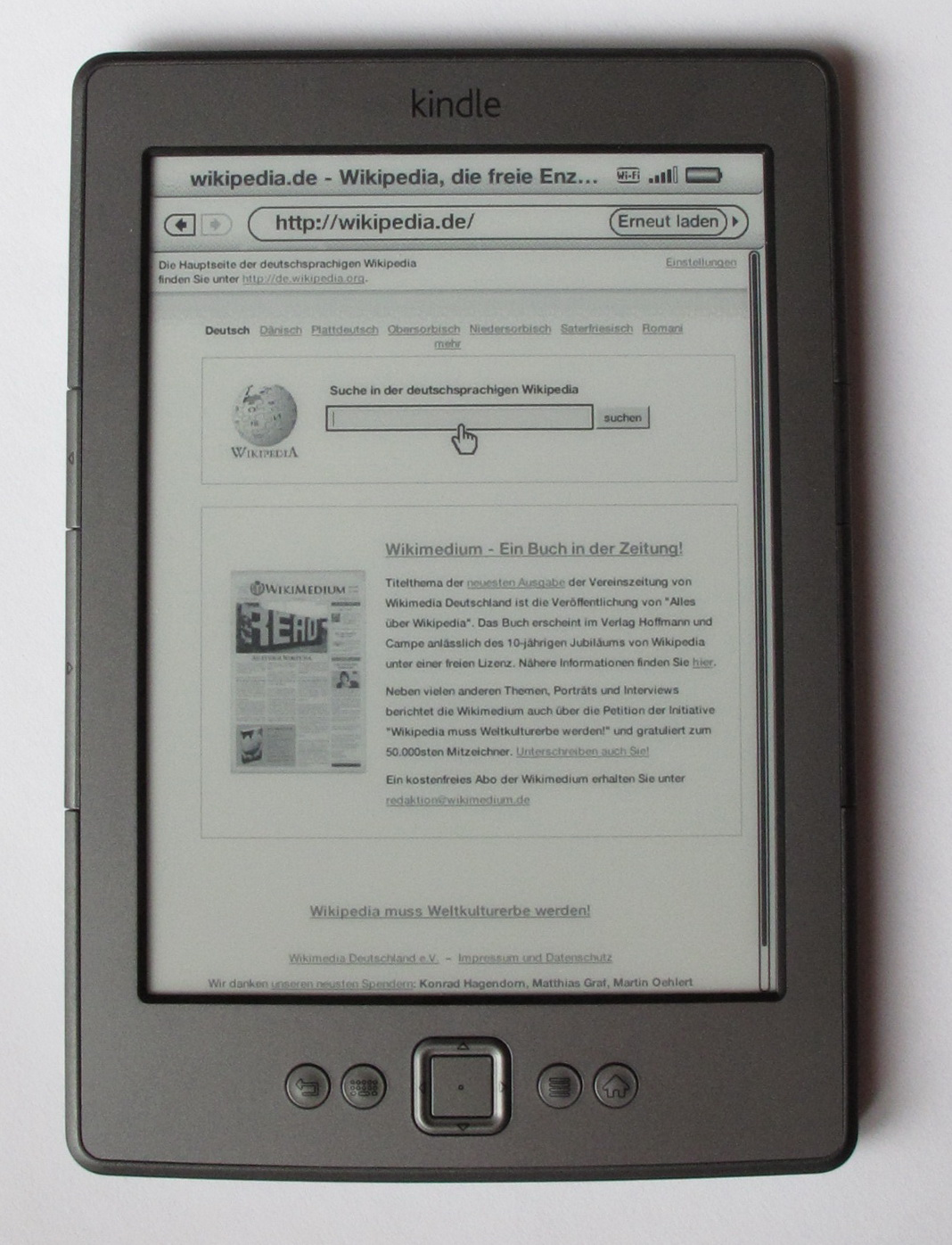
El Premio Literario está destinado a autores que publican en Kindle

El Premio Literario Amazon Storyteller es un concurso literario destinado a autores indies cuya primera edición se convocó en el año 2014 con el nombre de Primer Concurso Literario de Autores Indies 2014.
Desde 2022 el premio se denomina: Premio Literario Amazon Storyteller, más el año que corresponda a la convocatoria.
En 2022 la dotación económica pasó de 5000 euros a 10 000 euros.

## Convocatoria
El concurso se convoca anualmente de forma ininterrumpida desde el año 2014 para todas aquellas obras que se inscriban en la plataforma KDP desde el 1 de julio del año en curso hasta el 31 de agosto.
Las bases las publica la propia multinacional a través de su plataforma y en diversos medios.
Desde el año 2020 se cambió la fecha de inicio de inscripción de las novelas, comprendiendo desde el 1 de mayo hasta el 31 de agosto del año correspondiente.

## Ganadores
| Año  | Ganador                        | Obra                        |
| ---- | ------------------------------ | --------------------------- |
| 2014 | Jorge Magano                   | La mirada de piedra         |
| 2015 | Myriam Millán                  | La hija del dragón          |
| 2016 | Ana Ballabriga y David Zaplana | Ningún escocés verdadero    |
| 2017 | Cristian Perfumo               | El coleccionista de flechas |
| 2018 | Pilar Muñoz Álamo              | Aquello que fuimos          |
| 2019 | Ismael Santiago Rubio          | Inmemorian                  |
| 2020 | Luis Carlos Castañeda          | Cuando venga el rey         |
| 2021 | Luis A. Santamaría             | Entre Líneas                |
| 2022 | Raquel Ortega                  | No despiertes al diablo     |

## Finalistas
Fuente de datos
| Año 2014 | Jorge Magano                   | Paloma Aínsa             | Fernando Gamboa                | Carlos J. Server     | Pedro Urvi           |
| Año 2015 | Lola Mariné                    | Mercedes Pinto Maldonado | Myriam Millán                  | Kristel Ralston      | Rafael R. Costa      |
| Año 2016 | Ana Ballabriga y David Zaplana | Susana Mohel             | Susana Oro                     | Lorena Franco        | Rosario Vila         |
| Año 2017 | V. San Martín                  | José de la Rosa          | Cristian Perfumo               | Gemma Herrero Virto  | Elena Fuentes Moreno |
| Año 2018 | Pilar Muñoz                    | Pablo Poveda             | Ager Aguirre                   | Kate Danon           | F. G. Labandal       |
| Año 2019 | G. G. Velasco                  | Ismael Santiago Rubio    | Luchy Placencia                | Elena Fuentes Moreno | Lorraine Cocó        |
| Año 2020 | Raquel González Osende         | Lara Beli                | Luis Carlos Castañeda González | José Escalera        | Pablo Poveda         |
| Año 2021 | José Antonio Cámara            | Raquel Caspi Miller      | Sarah Wall                     | Luis A. Santamaría   | Isaac Mariano        |
| Año 2022 | Carlos Naza                    | Christopher Peña Arrieta | Lorena Franco                  | Marie J. Cisa        | Raquel Ortega        |

## Amazon Prime Video
A partir de la sexta edición del concurso, Amazon incluye la posibilidad de convertir su novela en una película o una serie, que se exhibirá a través de Amazon Prime Video, el servidor bajo demanda propiedad de la compañía.

## Polémica
Algunos escritores denunciaron, al finalizar la segunda edición, trato de favor por parte de Amazon hacia ciertos participantes.

## Jurado edición 2021
Fernando Gamboa González, Blanca Miosi, Kristel Ralston y Luis Carlos Castañeda.

## Jurado edición 2022
Nuria Azancot, Isabel Acuña, Juan Gómez-Jurado, Luis Santamaría y Kristel Ralston